# Itanium 2

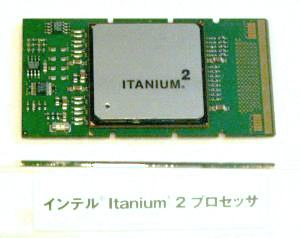
Procesor Intel Itanium 2

Itanium 2 je mikroprocesor architektury IA-64, který vyvinuly firmy Hewlett-Packard a Intel a uvedly 8. července 2002. První procesor Itanium 2 s kódovým označením McKinley byl výrazně výkonnější než jeho předchůdce, disponoval přibližně dvojnásobně vyšším výkonem. Zatím posledním modelem je dvoujádrový model s kódovým označením Montecito, který podle společnosti Intel disponuje opět dvojnásobným výkonem oproti jeho jednojádrovému předchůdci a 3,4násobným výkonem oproti původnímu procesoru Itanium.